# Oscillococcinum

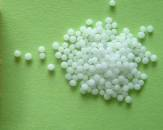
Een dosis (één gram) oscillococcinum

Oscillococcinum is een homeopathisch middel waarvan beweerd wordt dat het de symptomen van griep verlicht. Deze claim mag volgens Europese richtlijnen niet op de verpakking, in de bijsluiter of in reclame-uitingen expliciet of impliciet voorkomen. In Frankrijk is het niettemin een van de meest verkochte middelen.

## Ingrediënten
Het actieve ingrediënt van Oscillococcinum is volgens het doosje anas barbariae hepatis et cordis extractum 200K HPUS. Hiermee worden delen (hepatis et cordis, lever en een hart) van de muskuseend (Anas barbariae) bedoeld.
De term HPUS geeft de verdunningsmethode van het hart- en leverextract aan. De verdunning van 200K is volgens de door de producent Boiron gebruikte potentioneringsmethode van Korsakoff verdund tot één actief deeltje op 10400 deeltjes. Praktisch betekent dit, dat een dosis Oscillococcinum geen enkele molecule van dierlijke oorsprong bevat. De pillen bestaan uit bindmiddel en suikers waaronder lactose en kunnen op grond hiervan niet werkzaam zijn.

## Onwerkzaamheid
Oscillococcinum is zoals hierboven beschreven dusdanig verdund dat het uitgesloten is dat er nog een enkel molecuul van het hart- en leverextract van een muskuseend aanwezig kan zijn in het middel. Er is om deze reden geen wetenschappelijke basis om te veronderstellen dat Oscillococcinum de symptomen van griep kan verlichten. Het wordt daarom aan de man gebracht als middel tegen een grieperig gevoel ('état gripaux'). Onderzoekers van een homeopathisch onderzoekinstituut in Luton analyseerden in 2015 in opdracht van het  Cochrane Instituut zes eerdere studies naar de werking van het middel. Hun conclusie was dat er geen significant verschil is tussen gebruik van oscillococcinum en placebo.

## Productie en marketing
De naam Oscillococcinum is eigendom van Boiron, een Frans bedrijf dat de licentiehouder is en tevens enige producent.
In Nederland werd het middel tot eind 2015 gedistribueerd door Kernpharma. In 2016 nam Salveo Pharma de marketing, verkoop en distributie over. Omdat sinds 2012 niet meer vermeld mag worden wat de werkzaamheid van het middel zou zijn, is de verkoop teruggelopen.